# Xavier Malisse
Xavier Malisse (Kortrijk, Belgija, 19. srpnja 1980.) je bivši belgijski tenisač. Tijekom petnaest godina duge karijere, na ATP Touru je osvojio tri turnira u singlu i devet u igri parova. Zajedno sa sunarodnjakom Olivierom Rochusom bio je osvajač Roland Garrosa 2004.
Iako su u njegovoj domovini očekivali puno više od Malissea, on je ostvario skromnu tenisku karijeru. Tijekom karijere, jednom je nezadovoljan odlukom linijske sutkinje, počeo galamiti na glavnog suca. Potom je udarao reketom po podu pa po ogradi te je izvrijeđao linijsku sutkinju. Zbog nesportskog ponašanja, izbačen je s turnira.
Također, u nekoliko navrata je izbjegavao Flamansku antidopinšku agenciju zbog čega je uslijedila jednogodišnja zabrana igranja. Iako kod njega nije pronađen nikakav dokaz o dopingiranju, svejedno je učinio prijestup.

## Karijera
Tijekom juniorske karijere, Xavier Malisse je ostvario omjer od 66-18 u singlu dok je 1997. godine bio deseti junior svijeta. Tada je stigao do četvrtfinala Wimbledona dok je sljedeće godine prešao u profesionalce.
Tijekom svoje debitantske sezone došao je do finala Mexico Cityja igranog na zemljanoj podlozi u kojem je poražen od Čeha Jiříja Nováka. Nakon toga uslijedilo je novo finale u Delray Beachu u kojem je slavio Lleyton Hewitt dok se 2001. ponovo našao u finalu istog turnira u kojem je protivnik ponovno bio bolji. Tada ostvaruje i prvi značajniji rezultat na Grand Slamu, preciznije, US Openu. Ondje je igrao četvrto kolo a na tom putu je pobijedio devetog nositelja Tima Henmama u meču na pet setova.
Na Wimbledonu igranom 2002. stigao je do polufinala što je njegov najbolji uspjeh na tom turniru. Ondje je pobjeđivao Kafeljnikovog, Rusedskog i Krajiceka dok ga je u polufinalu zaustavio kasniji finalist David Nalbandian.
Zajedno sa sunarodnjakom Olivierom Rochusom je 2004. osvojio Roland Garros u igri parova dok početkom sljedeće godine Malisse s istim suigračem osvaja i australski Adelaide. Za samog tenisača 2005. godina bila je značajna i po tome što je nakon šest izgubljenih ATP finala konačno osvojio svoj prvi turnir. Riječ je o njegovom trećem finalu u Delray Beachu gdje je sa 7-6, 6-2 pobijedio Jiříja Nováka. Također, te sezone je ponovo igrao četvrto kolo US Opena gdje ga je pobijedio Andre Agassi.
Tijekom siječnja 2007. Xavier je u singlu osvojio indijski Chennai te američki Delray Beach (svoje peto finale ovog turnira). Zanimljivo je da je u istom danu postao prvak Chennaija u singlu dok je kasnije s Dickom Normanom slavio protiv španjolskog para Nadal-Salvá Vidal.
18. ožujka 2011. on i Ukrajinac Aleksandar Dolgopolov osvajaju jaki turnir u Indian Wellsu pobijedivši u finalu favorizirani švicarski duo u vidu Rogera Federera i Stanislasa Wawrinke. Također, s bahamskim specijalistom za igru parova, Markom Knowlesom osvojio je kalifornijske turnire u Los Angelesu i San Joseu. Iste godine stigao je do trećeg kola Australian Opena što mu je najbolji doseg na tom turniru u singlu (time je ponovio uspjeh iz 2003.). Ondje ga je pobijedio branitelj naslova Roger Federer.
Tijekom posljednje teniske sezone, zajedno s Nijemcem Frankom Moserom osvojio je dvoranski turnir u San Joseu. Službeno se umirovio 4. listopada 2013. nakon što je izgubio u prvom kolu Mons Challengera u domovini.

### Reprezentativna karijera
Na reprezentativnj razini, Xavier Malisse je za Belgiju nastupao na Olimpijadi u Ateni 2004. Ondje je u singlu izgubio već u prvom kolu protiv ruskog predstavnika Mihaila Južnog.

## ATP finala

### Pojedinačno (3:9)
| Ishod   | Datum               | Turnir                     | Podloga         | Protivnik           | Rezultat           |
| ------- | ------------------- | -------------------------- | --------------- | ------------------- | ------------------ |
| Poraz   | 1. studenoga 1998.  | Mexico City, Meksiko       | zemlja          | Jiří Novák          | 3–6, 3–6           |
| Poraz   | 10. svibnja 1999.   | Delray Beach, Florida, SAD | zemlja          | Lleyton Hewitt      | 4–6, 7–6(7–2), 1–6 |
| Poraz   | 12. ožujka 2001.    | Delray Beach, Florida, SAD | beton           | Jan-Michael Gambill | 5–7, 4–6           |
| Poraz   | 30. travnja 2001.   | Atlanta, Georgia, SAD      | zemlja          | Andy Roddick        | 2–6, 4–6           |
| Poraz   | 24. svibnja 2004.   | St. Pölten, Austrija       | zemlja          | Filippo Volandri    | 1–6, 4–6           |
| Poraz   | 11. listopada 2004. | Lyon, Francuska            | tepih (dvorana) | Robin Söderling     | 2–6, 6–3, 4–6      |
| Pobjeda | 31. siječnja 2005.  | Delray Beach, Florida, SAD | beton           | Jiří Novák          | 7–6(8–6), 6–2      |
| Poraz   | 9. siječnja 2006.   | Adelaide, Australija       | beton           | Florent Serra       | 3–6, 4–6           |
| Poraz   | 6. veljače 2006.    | Delray Beach, Florida, SAD | beton           | Tommy Haas          | 3–6, 6–3, 6–7(5–7) |
| Pobjeda | 1. siječnja 2007.   | Chennai, Indija            | beton           | Stefan Koubek       | 6–1, 6–3           |
| Pobjeda | 28. siječnja 2007.  | Delray Beach, Florida, SAD | beton           | James Blake         | 5–7, 6–4, 6–4      |
| Poraz   | 11. siječnja 2011.  | Chennai, Indija            | beton           | Stanislas Wawrinka  | 5–7, 6–4, 1–6      |

### Parovi (9:4)
| Ishod   | Datum              | Turnir                          | Podloga         | Partner               | Protivnici                         | Rezultat              |
| ------- | ------------------ | ------------------------------- | --------------- | --------------------- | ---------------------------------- | --------------------- |
| Pobjeda | 24. svibnja 2004.  | Roland Garros, Pariz, Francuska | zemlja          | Olivier Rochus        | Michaël Llodra Fabrice Santoro     | 7–5, 7–5              |
| Pobjeda | 3. siječnja 2005.  | Adelaide, Australija            | beton           | Olivier Rochus        | Simon Aspelin Todd Perry           | 7–6, 6–4              |
| Pobjeda | 1. siječnja 2007.  | Chennai, Indija                 | beton           | Dick Norman           | Rafael Nadal Bartolomé Salvá-Vidal | 7–6, 7–6              |
| Pobjeda | 28. siječnja 2007. | Delray Beach, Florida, SAD      | beton           | Hugo Armando          | James Auckland Stephen Huss        | 6–3, 6–7, [10–5]      |
| Poraz   | 15. siječnja 2008. | Auckland, Novi Zeland           | beton           | Jürgen Melzer         | Luis Horna Juan Mónaco             | 4–6, 6–3, [7–10]      |
| Poraz   | 13. veljače 2011.  | San Jose, Kalifornija, SAD      | beton (dvorana) | Alejandro Falla       | Scott Lipsky Rajeev Ram            | 4–6, 6–4, [8–10]      |
| Pobjeda | 18. ožujka 2011.   | Indian Wells, Kalifornija, SAD  | beton           | Aleksandar Dolgopolov | Roger Federer Stanislas Wawrinka   | 6–4, 6–7(5–7), [10–7] |
| Pobjeda | 31. srpnja 2011.   | Los Angeles, Kalifornija, SAD   | beton           | Mark Knowles          | Somdev Devvarman Treat Conrad Huey | 7–6(7–3), 7–6(12–10)  |
| Pobjeda | 19. veljače 2012.  | San Jose, Kalifornija, SAD      | beton (dvorana) | Mark Knowles          | Kevin Anderson Frank Moser         | 6–4, 1–6, [10–5]      |
| Poraz   | 6. svibnja 2012.   | München, Njemačka               | zemlja          | Dick Norman           | František Čermák Filip Polášek     | 4–6,5–7               |
| Poraz   | 22. srpnja 2012.   | Atlanta, Georgia, SAD           | beton           | Michael Russell       | Matthew Ebden Ryan Harrison        | 3–6, 6–3, [6-10]      |
| Pobjeda | 30. srpnja 2012.   | Los Angeles, Kalifornija, SAD   | beton           | Ruben Bemelmans       | Jamie Delgado Ken Skupski          | 7–6(7–5), 4–6, [10-7] |
| Pobjeda | 17. veljače 2013.  | San Jose, Kalifornija, SAD      | beton (dvorana) | Frank Moser           | Lleyton Hewitt Marinko Matosevic   | 6–0, 6–7(4–7), [10–4] |

## Vanjske poveznice
- ATP World Tour.com - Xavier Malisse